# Biblioteca Marquesa de Pelayo
La Biblioteca Marquesa de Pelayo, radicada en la ciudad de Santander, comunidad autónoma de Cantabria (España), fue inaugurada el año 1929. Su contexto es el de la Edad de Plata de las Letras y Ciencias Españolas. En la actualidad es cabecera de la red de bibliotecas del Sistema Sanitario Público de Cantabria, con nodos en el Hospital Comarcal de Laredo y el Hospital de Sierrallana.[actualizar] Su sede física se encuentra en la segunda planta del pabellón 16 del Hospital Universitario Marqués de Valdecilla (HUMV). En la transición al nuevo milenio se dotó de una biblioteca virtual que atiende a sus usuarios veinticuatro horas al día los siete días a la semana.

## Historia
La Biblioteca Marquesa de Pelayo se inauguró el 24 de octubre de 1929, a la par que la Casa de Salud Valdecilla. Toma su nombre de quien la patrocinó, Mª Luisa Gómez y Pelayo, Marquesa de Pelayo, sobrina de Ramón Pelayo de la Torriente, Marqués de Valdecilla, emigrado a Cuba y relacionado con la industria azucarera.
La Casa de Salud Valdecilla en la que la Biblioteca se integra es, junto con la por entonces Universidad Internacional de Verano de Santander, actual UIMP, la concreción más notable de la Edad de Plata de las Letras y Ciencias Españolas en Cantabria. El equipo directivo de primera generación, encabezado por el Dr. Wenceslao López Albo, que había sido seleccionado personalmente por el Marqués de Valdecilla con el asesoramiento de Gregorio Marañón y Pío del Río Hortega, procede de la cantera de la Junta para la Ampliación de Estudios e Investigaciones Científicas puesta en marcha por Santiago Ramón y Cajal en 1907.
El fallecimiento del Marqués y la conversión de su proyecto progresista en otro de signo conservador a manos de su sobrina, la Guerra Civil Española y la dura posguerra atenuaron las expectativas de la Biblioteca, que, no obstante, siguió batiendo con fuerza la información científica que discurría por las venas del hospital. La Transición trajo consigo un nuevo florecimiento: con la implantación del sistema MIR en 1978 se crearon numerosas bibliotecas hospitalarias en España con profesionales especializados al frente que comenzaron a elaborar catálogos y otras herramientas que abrían las puertas a formas incipientes de cooperación. Estos lazos se vieron reforzados con la aparición de Internet y el cambio de paradigma que supuso, en el que la Biblioteca Marquesa de Pelayo representó un papel importante en el ámbito de la información biomédica. Tan es así, que en la década de los noventa la Biblioteca se dota de una biblioteca virtual entendida como cabeza de playa del mundo de los átomos (la biblioteca física) en el mundo de los bits (Internet), es decir, una biblioteca virtual que asegura la presencia de la Biblioteca (entendida ahora como suma de átomos y de bits, una biblioteca híbrida) en el mundo digital, en el mundo del futuro.
En la actualidad, la Biblioteca está redefiniendo su rol en el mundo digital, explorando nuevas vías de desarrollo, nuevas estrategias adaptativas que aseguren su continuidad en un mundo que, como vivo que está, tal y como ocurre en la naturaleza, está sujeto a constante cambio. El cambio es inevitable. Lo que no es inevitable es su signo: puede ser positivo o negativo. Todos los cambios operados en la actualidad persiguen un mejor aprovechamiento de todas las oportunidades del nuevo tiempo.

## Edificio
En la actualidad la Biblioteca se encuentra en la 2ª planta del pabellón 16 del Hospital Universitario Marqués de Valdecilla (HUMV). Este pabellón forma parte del conjunto original de la Casa de Salud Valdecilla, levantado por el arquitecto santanderino Gonzalo Bringas Vega.
La lógica de los pabellones de la Casa de Salud Valdecilla, tendidos en horizontal, de escasa altura, pabellones abiertos al sol, con amplias galerías y ventanales enormes, levantados atendiendo a los vientos, a la inclinación de la colina, atrayendo hacia sí la red de comunicaciones que comenzaba a tejerse en la periferia de la ciudad de Santander, más allá del cruce liminal de Cuatro Caminos, es una lógica que hace de gozne entre el modelo anterior, de caja negra, ensimismado, de troneras por ventanas, no tanto para impedir la entrada como para que no saliera lo que había dentro, que representaba, entre nosotros, el Hospital de San Rafael, hoy sede del Parlamento de Cantabria, al que la Casa de Salud Valdecilla sustituyó, y que también sirve de gozne, como decíamos, con el modelo posterior, de rascacielos, modelo de procedencia norteamericana encarnado en la Residencia Cantabria, modelo todavía hoy vigente pero al que se está achatando, rebajando altura y ensanchando, añadiendo superficie, como muestra el proyecto de obra del hospital futuro.

## Misión y funciones
La Biblioteca Marquesa de Pelayo es un centro activo de recursos de información biomédica que tiene como misión contribuir a elevar el grado de innovación y de excelencia del modelo asistencial, de aprendizaje e investigador del Sistema Sanitario Público de Cantabria, haciendo para ello un uso intensivo de las nuevas tecnologías de la información y de la comunicación.
Las funciones de la Biblioteca son las siguientes:
- Gestionar la adquisición de recursos de información biomédica en cualquiera de sus modalidades: compra, donación, canje, etc.
- Procesar, organizar y conservar los recursos de información de la Biblioteca de acuerdo con las normas, recomendaciones y protocolos de carácter nacional e internacional que sean de aplicación.
- Difundir y facilitar la máxima utilización de servicios y recursos formando y capacitando a los usuarios.
- Promover la optimización de recursos propios mediante la cooperación o colaboración con otras bibliotecas o instituciones.
- Estudiar, proponer y llevar a la práctica cuantas innovaciones tecnológicas mejoren la calidad de los servicios de la Biblioteca.

## Usuarios
Son usuarios potenciales de la Biblioteca todo el personal vinculado al Sistema Sanitario Público de Cantabria, tanto sanitario como no sanitario, y el personal de instituciones o miembros de la sociedad organizada (asociaciones, colegios profesionales, etc.) cuya consideración de usuarios, aun sin estar vinculados al Sistema Sanitario Público de Cantabria, esté sancionada por convenio y aceptada expresamente por la Dirección.

## Instalaciones y equipos
- Punto de información y atención al usuario.
- Estaciones informáticas de libre acceso.
- Reprografía.
- Sala de formación.
- Videoteca.
- Salón Noble.
- Sala de lectura de prensa.
- Sala de estudio.
- Hemeroteca (1985-2010).
- Depósito de libros (Librería).
- Dos almacenes de custodia, uno para fondo pasivo de revistas (1929-1985) y otro destinado a la colección de tesis doctorales, ambos de acceso restringido.